# ساختار سازمانی
ساختار سازمانی شیوه‌ای است که به وسیله آن فعالیت‌های سازمانی تقسیم، سازماندهی و هماهنگ می‌شوند. سازمان‌ها، ساختارهایی را به وجود می‌آورند تا فعالیت‌های عوامل انجام کار را هماهنگ کرده و کارهای اعضاء را کنترل کنند. ساختار سازمانی تصریح می‌کند که وظایف، چگونه تخصیص داده شوند، چه شخصی به چه کسی گزارش دهد و سازوکارهای هماهنگی رسمی، همچنین الگوهای تعاملی سازمانی که باید رعایت شوند کدامند. ساختار سازمانی تعیین‌کننده روابط رسمی و نشان دهنده سطوحی است که در سلسله مراتب اداری وجود دارد و حیطه کنترل مدیران را مشخص می‌کند. همچنین ساختار سازمانی دربرگیرنده طرح سیستم‌هایی است که به وسیله آن‌ها همه واحدها یکپارچه می‌شوند و در نتیجه ارتباط در سازمان تضمین خواهد شد.
- ساختار سازمانی تحت تأثیر اهداف، استراتژی، محیط سازمان، فن آوری و اندازه سازمان قرار می‌گیرد. ساختار سازمانی، چارچوبی است که مدیران برای تقسیم و هماهنگی فعالیت‌های اعضای سازمان آن را ایجاد می‌کنند. ساختار سازمانی سازمان‌های مختلف با هم متفاوت‌اند زیر شرایط محیطی و راهبردها و اهدافی که سازمان‌ها دنبال می‌کنند، با هم تفاوت دارند. ساختار سازمانی الگوهای تعیین شده برای روابط میان اعضای یک سازمان است و نظامی رسمی بوده زیرا مدیران ارشد به‌طور رسمی آن را پدیدمی‌آورند.

## تاریخچه ساختار سازمانی
ساختارهای سازمانی، از زمان‌های قدیم یعنی دوران شکارچیان و جمع آورندگان سازمان‌های قبیله‌ای تا ساختارهای سلطنتی و قدرت‌های روحانی تا به ساختارهای فرا صنعنتی پیشرفت کرده‌اند.

## انواع

### ساختارهای پیش اداری
ساختارهای پیش اداری (پیش قدم) کمبود طبقه بندی کارها را دارند. این ساختار بیشتر در سازمانهای کوچک به کار می رود و بهترین روش برای حل کردن کارهای کوچک، مانند حراج است. این ساختار عمدتا متمرکز است و رهبر استراتژیک تمام تصمیمات کلیدی را می گیرد و کلیه ارتباطات به صورت تک به تک انجام می پذیرد. این روش برای کسب و کارهای جدید (پیش قدم) بسیار مفید است چرا که کمک میکند تا موسس بر رشد و پیشرفت آن تسلط و کنترل داشته باشد.

### ساختارهای اداری
وبر (Weber , 1948 ) این تشبیه را به کار می برد که :" مکانیزم های کاملا پیشرفته اداری در مقایسه با سایر سازمان ها درست مانند مقایسه یک ماشین با اجزای غیر مکانیکی آن است. دقت، سرعت،  عدم وجود ابهام، کاهش مواد و اصطکاک و هزینه های شخصی، تمامی این موارد به مقدار بهینه خود در ساختار اداری می رسند. این ساختار مقداری استاندارد شده است و برای سازمان های پیچیده تر و مقیاس بزرگتر کاربرد دارند. تنش میان ساختار اداری و غیر اداری در تمایز بین برنز و استاکر (Burns and Stalker) در ساختارهای ماشینی و ارگانیک قابل مشاهده است.
ویژگی های وبری از حکومت اداری به شرح زیر است:
- نقش ها و مسئولیت های تعریف شده
- ساختار رهبرانه
- احترام ارزش ها

ساختارهای اداری طبقات مختلف اداری را از مجریان ارشد تا مدیرهای منطقه ای، تا مدیران فروشگاه بزرگ را شامل می شود. از آنجایی که مراحل زیادی وجود دارد، تصمیم گیری ها باید از لایه های بیشتری نسبت به سازمان های تک لایه ای بگذرند. ساختارهای اداری روند، سیاست و قیود سفت و سختی دارند. این ساختار در برابر هر تغییراتی از زمانی که شرکت راه اندازی شده است، مقاوم است. چارت های سازمانی برای هر دپارتمانی وجود دارد و هر کسی می داند که چه کسی مسئول چه قسمتی است و مسئولیت های او چیست. تصمیم ها در راستای یک ساختار سازمان یافته گرفته می شود و سپس اطلاعات از بالا به پایین جریان می یابد. این کار سبب بیشتر شدن قوانین و استانداردها می شود و تمام عملیات با نظارت دقیق پیگیری می شود. برخی مزیت های ساختار اداری برای مدیران مرتبه بالا کنترل دقیق داشتن روی تصمیم گیری هاست. این کار برای مدیرانی که سبک دستور دادن و کنترل کردن را دارند بسیار مناسب است. استراتژی تصمیم گیری هم سریعتر انجام می شود، زیرا تعداد افراد کمتری هستند تا بخواهند آن را به تایید برسانند. یک عیب برای این ساختار این است که می تواند خلاقیت و نوآوری را در سازمان کم کند. این کار را برای شرکتی که می خواهد شرایط جدیدی در بازار به وجود آورد می تواند سخت کند.

### ساختارهای پست اداری
عبارت پست اداری در ادبیات سازمانی دو تعبیر دارد: یکی تعبیر عام و دیگری کمی خاص تر. در تعبیر عام این عبارت بیشتر برای توصیف کردن گستره ای از ایده هایی است که از دهه 1980 استفاده شده است، به ویژه برای آن که نظرات خود را با نوع اداری نظر ایده آل وبر مقایسه کنند. سلسله مراتب همچنان وجود دارد و مرجع اصلی همان وبر است و سازمان هنوز تابع قوانین است. هکشر (Heckscher) نظر مخالف خود را اینگونه بیان می کند که این موارد همه برای صورت دادن اداره هاست و ایده های بنیادی نیستند. گیدن کندا (Gideon Kunda)  در یکی از تحقیقات خود در زمینه مدیریت فرهنگی می نویسد که ذات کنترل اداری – رسمی سازی، قانون نویسی و اجرای قوانین و مقررات – در عمل نباید عوض شود چرا که ساختار سازمانی را به فرهنگ سازمانی تغییر میدهد.
گروه کوچک دیگری از متخصصان نظریه سازمان پست اداری را پرورش دادند و بحثی را با جزییات آوردند تا تلاش کنند سازمانی را که به طور بنیادی اداری نیست را توصیف کنند. چارلز هکشر (Charles Heckscher) یک نظر ایده آلی از سازمان پست اداری را توسعه داد که در آن تصمیم ها بر اساس دیالوگ و توافق عام به جای دستور و قدرت گرفته شود؛ یک سازمان بیشتر یک شبکه با مرزهای باز (درست برخلاف مدیریت فرهنگی) است تا یک سلسله مرتبه؛ تاکید بیشتری بر تصمیم گیری جمعی وجود دارد. این نوع تصمیم گیری های افقی که بر اساس توافق عام صورت می گیرد بیشتر در شرکت های خانگی و شرکت هایی که بدون سود کار میکنند صورت می گیرد. این ساختار برای تشویق اعضا و برای کمک به افرادی که در گروه ها مظلوم واقع می شوند، مناسب است.
با این حال گروه دیگری از نظریه پردازان وجود دارند که مخالف پیچیدگی در نظریه ها و سازمان ها هستند و بیشتر تمرکزشان بر این است که چگونه ساختارهای ساده می توانند باعث انطباق سازمانی برای رشد و تولید شوند. برای مثال، ماینر و همکارانش (Miner et al.) مطالعه کردند که چگونه ساختارهای ساده سبب به وجود آمدن ابتکار در محصولات شده است. مطالعاتشان ساختارهای ساده و یادگیری را پیوند می دهد. دیگر محققان مانند ژان ریوکین (Jan Rivkin)  و سیگلکو (Sigglekow)  و نلسون رپنینگ (Nelson Repenning)  یک ایده قدیمی که چگونه ساختار و استراتژی به محیط ارتباط دارد را احیا کردند. 

### ساختارهای عملکردی
ساختار سازمانی عملکردی، ساختاری است که شامل فعالیت هایی از جمله هماهنگی، نظارت و تقسیم کار است. ساختار سازمانی نشان می دهد که یک سازمان چگونه عمل می کند. عبارت ساختار سازمانی بیان می کند که چگونه انسان ها در یک سازمان دسته بندی می شوند و به چه کسانی باید گزارش کنند. یکی از راه های سنتی طبقه بندی افراد بر اساس عملکردهایشان است. برخی از عملیات های یک سازمان عبارتند از محصول، بازاریابی، منابع انسانی و حسابداری.
این دسته بندی سبب افزایش راندمان می شود که کارمندان در حیطه کاری خودشان متخصص می شوند. از طرف دیگر، یکی از ایرادات عمده این نوع ساختارهای سازمانی این است که ارتباطات در شرکت ممکن است خشک باشد که سبب آهسته پیش رفتن و عدم انعطاف پذیری آن سازمان می شود. در نتیجه، ارتباطات جانبی میان بخش های مختلف اهمیت پیدا میکند به طوری که اطلاعات نه تنها در راستای عمودی، بلکه در راستای افقی نیز انتشار یابد. ارتباطات در سازمان هایی که ساختار سازمانی عملکردی دارند می تواند به دلیل طرز عملکرد و آیین رسمی آن سخت باشد.
در کل این ساختار برای تولید محصولات استاندارد و سرویس دهی در حجم بالا و قیمت کم کاربرد دارد. هماهنگی و تخصص در کارها در این نوع ساختار که باعث تولید محصولات و خدمات محدود می شود را نتیجه بخش و قابل پیش بینی می کند. علاوه بر این، راندمان بیشتر در سازمان های عملکردی معنا می یابد چرا که فعالیت ها به صورت عمودی جمع می شوند تا محصولات را سریع به فروش برسانند و پخش و با قیمت پایین آنها را عرضه کنند. برای مثال، یک کسب و کار کوچک می تواند اجزای مورد استفاده در محصولات خود را به جای آنکه خریداری کند، آن را بسازد.
اگرچه واحدهای عملکردی اغلب با راندمان بالا کار خود را انجام می دهند، سطح هماهنگی آنها گاهی دچار اشکال می شود. این گروه ها ممکن است در کار کردن با یکدیگر دچار مشکل شوند چرا که هر کدام قلمروهای خودشان را دارند و تمایلی به همکاری ندارند. به وجود آمدن اصطکاک میان واحدها باعث ایجاد تاخیر و کم شدن تعهد به علت رقابت زیاد و از بین رفتن زمان شود و در نتیجه، درست کردن پروژه ها به عقب بیفتد. به علاوه باعث کاهش سطح محصولات و رسیدن سازمان به اهداف خود می شود.

### ساختار تقسیمی
ساختار تقسیمی یا ساختار محصول شامل تقسیمات جامعی می شود. یک تقسیم بندی مجموعه ای از عملیاتی است که برای تولید یک محصول به کار می رود. همچنین به یک نقشه نیاز دارد تا بتواند به عنوان یک کسب و کار جدا اجرا شود و به رقابت بپردازد. طبق سایت Zainbooks.com ، ساختار تقسیمی در امریکا به عنوان دومین ساختار استفاده شده در سازمان های امروزه آن رواج دارد.
کارمندانی که مسئولیت سرویس دهی بازارها و یا محصولات خاصی را دارند تحت عنوان ساختار تقسیمی قرار میگیرند تا انعطاف آنها بیشتر شود. مثال هایی از تقسیمات شامل منطقه ای ( تقسیم بندی امریکا و اروپا)، نوع مصرف کننده (تقسیم بندی برای شرکت ها و خانه ها) و نوع محصول ( تقسیم بندی کامیون ها، شاسی بلندها و دیگر خودروها) می شود. این تقسیم بندی ها ممکن است دپارتمان مخصوص خود را مانند بازاریابی، فروش و مهندسی داشته باشند.
مزیت این ساختار این است که قدرت تقسیم بندی می شود و عملکرد هر گروه به طور مستقیم ارزیابی می شود. این کار سبب می شود تا مدیران بهتر عمل کنند و اخلاق مداری کارمندان نیز بیشتر می شود. دیگر مزیت ساختار تقسیمی این است که بنا به کار میان گروه های مختلف، اگر تغییری در بازار به وجود آید، انعطاف بیشتری وجود دارد. همچنین شرکت ها روند آسان تری را طی می کنند اگر بخواهند سایز کسب و کار خود را چه با اضافه کردن و چه با کاستن گروه ها تغییر دهند. هنگامی که این ساختار استفاده می شود، گروه ها به عوامل تخصصی تری دسته بندی می شوند. برای مثال اگر دسته بندی بر اساس محصولات انجام شود، مشتری نیز مزایای خودش را خواهد داشت به خصوص اینکه تعداد کمی محصول و سرویس ارائه می شود که می تواند به بهترین شکل باشد. یا اگر دسته بندی بر اساس بازاریابی یا نواحی جغرافیای باشد، عموما توابع مشابهی دارند و در مناطق و بازارهای مختلف وجود دارند. این کار باعث می شود تا تصمیم ها و فعالیت ها به صورت محلی با هم هماهنگ باشند.
معایب این ساختار این است که ممکن است هزینه برای داشتن مدیر با کیفیت برای هر گروه را بالا ببرد. همچنین بیشتر توجه بر روی تقسیم بندی ها قرار می گیرد تا اهداف یک سازمان که این کار ممکن است منابع و تلاش ها را برای کارکنان، کارمندان و پرسنل دو برابر کند.

### ساختار ماتریسی
ساختار ماتریسی کارکنان را به دو گروه وظیفه و محصول تقسیم بندی می کند. این ساختار اصولا تیمی از کارمندان را برای به انجام رساندن کار استفاده می کند تا هم از نقاط قوت بهره ببرند و هم نقاط ضعف خود را پوشش دهند. مثالی از آن را می توان تولید دو محصول "آ" و "ب" نام برد. با استفاده از ساختار ماتریسی، این شرکت می تواند وظایف خود را اینگونه تقسیم کند: "محصول آ" دپارتمان فروش و "محصول ب" دپارتمان سرویس مشتری،  "محصول آ" حسابداری و "محصول ب" دپارتمان فروش، "محصول آ" دپارتمان سرویس مشتری و "محصول ب" دپارتمان حسابداری.
- ماتریس عملکردی ضعیف : یک مدیر پروژه با قدرت محدود برای نظارت بر جنبه های بین وظیفه ای یک پروژه. دیگر مدیران وظیفه شان کنترل منابع و محیط های مربوط به پروژه باقی می ماند.
- ماتریس عملکردی متوسط : یک مدیر پروژه مسئول نظارت بر پروژه. قدرت بین مدیر پروژه و دیگر مدیران به طور مساوی تقسیم می شود. این کار بهترین جنبه سازمان های عملکردی و پروژه محور است. هرچند، این ماتریس سخت ترین سیستم را دارد چرا که به اشتراک گذاشتن قدرت کاری بسیار حساس و آسیب پذیر است.
- ماتریس عملکردی قوی : یک مدیر پروژه مسئول کل پروژه است. دیگر مدیران وظیفه فراهم کردن نیروی متخصص و منابع را دارند.

مزایا و معایبی برای ساختار ماتریسی وجود دارد. برخی از معایب آن هرج و مرج و مشاجره بر سر قدرت است. ماتریس ها زنجیره دستورات را پیچیده می کند که سبب به وجود آمدن مشکلات به علت تفاوت میان مدیران پروژه و دیگر مدیران عملکردی می شود. در نتیجه باعث می شود تا کارمندان ندانند که چه کسی دستور بعدی را خواهد داد. مشکل دیگر این ساختار این است که نسبت مدیر به کارمند زیاد می شود که اینکار باعث عدم وفاداری کارمندان می شود. هرچند ساختار ماتریسی مزیت های خود را نیز دارد که باعث می شود تا شرکت ها از آن استفاده کنند. این ساختار باعث می شود تا مدیران عملکردی به صورت افقی و در کنار هم کار کنند و ساختار عمودی را از بین می برد در نتیجه، این کار باعث تبادل سریعتر اطلاعات می شود. همچنین در راستای تخصصی شدن باعث می شود تا عمق دانش بیشتر شود و افراد بر اساس تخصص هایشان متناسب با نیاز پروژه انتخاب شوند.

### دایره سازمانی
ساختار مسطح بیشتر در کمپانی های کوچک (استارت آپ های نوپا) به کار می رود. همانطور که شرکت ها بزرگ می شوند، بیشتر به سمت پیچیدگی و  سلسله مراتبی پیش می روند که باعث رفتن به سمت ساختارهای گسترده با سطوح و دپارتمان های بیشتر می شود.
هرچند در موارد خیلی نادری، مثل Valve, GitHub, Inc. و  37signals سازمان همانطور به صورت مسطح، با اجتناب از مدیران متوسط، باقی می ماند. تمام شرکت های مذکور در زمینه تکنولوژی کار می کنندکه شامل توسعه دهندگان نرم افزار هستند که نیروی های متخصص حرفه ای مانند وکیل ها هستند. وکلای ارشد نیز از داشتن درجه زیادی از استقلال در موسسه حقوقی ،که بیشتر بر اساس مشارکت انجام می شود تا سلسله مراتبی، بهره مند می شوند. سازمان های حرفه ای دیگری همانند این ساختار را دارند که از جمله آن میتوان به شرکت های حسابداری و جراحی ها اشاره کرد.
اغلب، گسترش باعث به وجود آمدن ساختار اداری می شود که در زمان گذشته بیشتر متداول بوده است. اما همچنان در کشورهایی مثل روسیه، چین و دیگر سازمان های حکومتی مورد استفاده قرار میگیرد. Shell group از ساختار اداری (سلسله مراتبی) استفاده کرد. این شرکت چند سطح از دستورات و سرویس را در نواحی مختلفی ارائه میداد. همین امر باعث شد تا نتواند در برابر تغییرات بازار دوام بیاورد و سبب عدم توانایی برای رشد و پیشرفت بیشتر شد. شکست این ساختار باعث شد تا این شرکت دوباره کار خود را با ساختار ماتریسی شروع کند.
استارباکس (Starbucks)  یکی از سازمان هایی است که با موفقیت از ساختار ماتریسی با تمرکز بر استراتژی استفاده کرد. طراحی آن ترکیبی از تقسیم بندی محصول و عملکرد بود در نتیجه کارمندان به دو رئیس گزارش می دادند.
برخی متخصصان به طراحی چند ملیتی اشاره دارند که در کمپانی های جهانی مورد استفاده واقع شده است مانند Procter & Gamble, Toyota و Unilever. این ساختار را می توان فرم پیچیده تری از ماتریس دانست که هماهنگی بین محصولات، عملکردها و مناطق جغرافیای را نگه می دارد.
با رشد اینترنت، که قابلیت دسترسی به سطوح مختلف یک سازمان را برای تبادل اطلاعات و ارتباطات را می دهد، ساختارهای قدرت بیشتر بر اساس این سیستم انجام می شود و باعث می شود تا قدرت دیگر بر اساس سلسله مرتبه نباشد بلکه بر اساس اطلاعات، اعتماد، اعتبار و تمرکز بر نتایج باشد.
به طور کلی، در دهه آخر، با توجه به افزایش جهانی شدن و رقابت و نیاز بیشتر مشتریان، ساختار سازمان ها بیشتر به سمت مسطح شدن و جاری و کمتر به صورت سلسله مراتبی پیش می رود.